# 落葉蝴蝶蘭
落葉蝴蝶蘭（学名：[Phalaenopsis braceana] 错误：{{Lang}}：文本有斜体标记（帮助））又名尖囊蝴蝶蘭、尖囊蘭，为兰科蝴蝶蘭屬下的一个种。

## 扩展阅读
- 維基物種上的相關：落葉蝴蝶蘭